# Dia Mundial de la Societat de la Informació
El dia d'Internet és una efemèride que se celebra el 17 de maig que es va celebrar per primera vegada el 25 d'octubre de 2005 i commemora la creació de la Unió Internacional de Telecomunicacions. Poc temps després, la Cimera Mundial de la Societat de la Informació celebrada a Tunis el novembre de 2005, va decidir proposar a l'ONU la designació del 17 de maig com el Dia Mundial de la Societat de la Informació, pel que es va moure l'anomenat Dia d'Internet.

## Objectius
Pretén donar a conèixer les possibilitats que ofereixen les noves tecnologies per millorar el nivell de vida dels pobles i dels seus ciutadans.
La iniciativa del Dia d'Internet va sorgir per iniciativa de l'Associació d'Usuaris d'Internet, a la que s'hi van sumar diferents associacions que veien amb interès el compartir en una data el que cada un fa per apropar la Societat de la Informació (SI) a tots els ciutadans.
La celebració del dia d'Internet en la seva primera edició va tenir lloc el 25 d'octubre de 2005. En aquesta data, es van dur a terme més de 400 esdeveniments a més de 8.000 emplaçaments de 31 províncies de les 17 Comunitats Autònomes. Més de 200 entitats públiques i privades van subscriure la Declaració de Principis per constituir la Societat de la Informació, en representació de més d'un milió de ciutadans.
El novembre de 2005, la II Cimera Mundial de la Societat de la Informació celebrada a Tunis, va aprovar proposar a l'Assemblea General de Nacions Unides la designació del 17 de maig com a Dia Mundial de les Telecomunicacions i de la Societat de la Informació.
A l'article 121 del document de conclusions de la Cimera Mundial de la Societat de la Informació, celebrada a Tunis el Novembre de 2005, s'afirma que:
| « | És necessari contribuir que es conegui millor Internet perquè es converteixi en un recurs mundial veritablement accessible al públic. Fem una crida perquè l'AGNU declari el 17 de maig Dia Mundial de la Societat de la Informació, que se celebrarà anualment i servirà per donar a conèixer millor la importància que té aquest recurs mundial en les qüestions que es tracten en la Cimera, en especial, les possibilitats que pot oferir l'ús de les TIC a les societats i economies, i les diferents formes de curullar la bretxa digital. | » |

El Dia d'Internet aporta una oportunitat per impulsar i afavorir l'accés a la Societat de la Informació dels no connectats i dels discapacitats. A més, aprofitant l'experiència adquirida a Espanya, es fomentarà la celebració del Dia d'Internet en altres països, posant a disposició d'aquells que estiguin interessats tot el treball, informació i metodologia desenvolupat pels que han participat en edicions anteriors.